# Varazze
Varazze är en ort och kommun i provinsen Savona i regionen Ligurien i Italien. Kommunen hade 12 993 invånare (2018).